# Фомина, Мария Александровна
Мария (Маруся) Александровна Фомина (род. 1 марта 1993, Москва) — российская актриса театра, кино и телевидения, фотомодель.

## Биография
Мария Фомина родилась 1 марта 1993 года в Москве.
С 2004 года участвовала в детской театральной студии Ирины Феофановой в группе Игоря Яцко. Занималась на подготовительных курсах школы-студии МХАТ.
В 2010 году поступила в Российскую академию театрального искусства (мастерская Олега Кудряшова). С 2014 по 2016 год играла в Театре наций. С 2016 года — актриса в стажёрской группе МХТ им. А. П. Чехова. В 2017—2018 гг. училась на Высших курсах сценаристов и режиссёров. Снимает этюды. В том числе для благотворительных проектов, например культурно-благотворительного фонда Светланы Бондарчук и Евгении Поповой «ACTION».
В детстве увлекалась дайвингом. Родители хотели, чтобы Мария стала балериной. С 5 до 11 лет занималась балетом в МГАХ. В 2004 году, когда проходил кастинг на фильм Владимира Машкова «Папа», отец Маши посоветовал ей попробоваться на эпизодическую роль. После утверждения на роль и участия в съёмках твёрдо решила стать актрисой. В 2007 году сыграла главную роль в фильме Александра Орлова «Потапов, к доске!». В 2010 году сыграла в одной из главных ролей в фильме Владимира Чубрикова «День отчаяния». 25 сентября 2017 года приняла участие в читке пьесы Жоэля Помра «Золушка».
Снималась для обложек глянцевых журналов, таких как OOPS!, Cosmopolitan, Glamour, Mini, Maxim, SNC. Снималась в клипах групп: Stigmata — «До 9 ступени», «Би-2» — «Компромисс», «Лигалайз» — «Укрою», Lay-Far и Ann Weller — Drop The Time; а также в рекламах Pepsi, «Но-шпа», Montale, в заставке телеканала ТНТ, в проморолике модельного агентства President. Была официальным лицом компании «Vassa & Co». 17 февраля 2018 года вышел клип на кавер песни «У тебя такие глаза» из фильма «Человек идёт за солнцем» в исполнении Полины Лазаревой. Мария Фомина снялась в клипе и одновременно выступила в качестве режиссёра. Интересуется живописью (импрессионизм, экспрессионизм, барокко). В музыке предпочитает электронную и классическую, в кино — арт-хаус и авторское кино. В титрах фильмов и сериалов её подписывают обычно под именем Маруся Фомина.

## Личная жизнь
С 2015 года встречалась с актёром Павлом Табаковым. В конце 2016 года пара рассталась.
С мая 2018 года замужем за продюсером Алексеем Киселёвым — сыном журналиста Евгения Киселёва. В августе 2018 года у супругов родилась дочь Анна. Крёстной мамой девочки стала актриса Анна Чиповская, крёстным отцом — режиссёр Резо Гигинеишвили.

## Признания и награды
- Диплом за роль Лены Синицыной в фильме «Потапов, к доске!» на XV Международном детском кинофестивале «Киногром» в «Артеке» (2007).
- Премия журнала «GQ» — «Самая стильная пара» в номинации «Кино» — Марии Фоминой и Павлу Табакову (2016)[15].
- Включена в «10 самых модных девушек Москвы» по версии журнала «Elle»[16].

## Творчество

### Роли в театре
ГИТИС
- «Деревня Перемилово»
- «Евгений Онегин»
- «AURORA»
- «What`s the buzz»
- «В. О. Л. К (Вот Она Любовь Какая)»
- «ИУ | ДА»
- «История любви»

Театр наций
- «#сонетышекспира» (реж. Т. Кулябин)
- «Ивонна, принцесса Бургундская» В. Гомбровича — Иза (реж. Г. Яжина)

Ленком
- «Борис Годунов» А. С. Пушкина — царевич, сын Годунова / ведущая на TV (реж. К. Богомолов)

Табакерка
- «Матросская тишина» А. А. Галича — Таня (реж. О. Табаков)

МХТ им. А. П. Чехова
- «Юбилей ювелира» — Елизавета II (реж. К. Богомолов)
- «Северный ветер» — Матильда (реж. Р. Литвинова)
- «Три сестры» — Маша (реж. К. Богомолов)
- «Маскарад с закрытыми глазами» — Нина Арбенина (реж. П. Шерешевский)
- «Стоики» — Девушка (реж. Д. Азаров)

### Фильмография

#### Актриса
| Год       |     | Название                           | Роль                                          |
| --------- | --- | ---------------------------------- | --------------------------------------------- |
| 2006      | ф   | Чёртово колесо                     | Вика                                          |
| 2007      | ф   | Потапов, к доске!                  | Лена Синицына                                 |
| 2007      | с   | Своя команда                       | Алла                                          |
| 2007—2008 | с   | Папины дочки                       | Альбина Романова                              |
| 2008      | ф   | Дважды в одну реку                 | Оля                                           |
| 2008      | с   | Разведчики. Последний бой          | Лизелотте Штраубер                            |
| 2009      | с   | Братаны                            | Яна                                           |
| 2009      | с   | Грязная работа                     | Милочка Баринова                              |
| 2009      | с   | Дикий                              | старшеклассница                               |
| 2010      | с   | Адвокатессы                        | Света                                         |
| 2010      | ф   | День отчаяния                      | Лиза                                          |
| 2012      | ф   | Владение 18                        | Светлана                                      |
| 2012      | с   | Личная жизнь следователя Савельева | Валентина Фомина                              |
| 2015      | с   | Взрослые дочери                    | Вера                                          |
| 2015      | с   | Красная королева                   | манекенщица Мила Романовская                  |
| 2015      | ф   | Пиковая дама: Чёрный обряд         | курьер                                        |
| 2016      | кор | Глубже                             | Алиса                                         |
| 2016      | ф   | О чём молчат французы              | снималась                                     |
| 2016      | с   | Мата Хари                          | Вера Семихина                                 |
| 2016      | ф   | Злая шутка                         | Жанна Егорова                                 |
| 2017      | ф   | Легенда о Коловрате                | княжна Евпраксия                              |
| 2017      | ф   | Год, когда я не родился            | Зоя                                           |
| 2017      | ф   | Журналюги                          | Имя персонажа не указано                      |
| 2019      | ф   | Икария                             | София                                         |
| 2019      | с   | БИХЭППИ                            | Кристина Селивёрстова                         |
| 2019—2021 | с   | Содержанки                         | Марина Левкоева, любовница Игоря и Кирилла    |
| 2020      | с   | 257 причин, чтобы жить             | Виктория Денисовна, коллега и любовница Кости |
| 2020      | с   | Хороший человек                    | Оксана                                        |
| 2021      | с   | Марлен                             | Ася (Ассоль Вербина)                          |
| 2021—2023 | с   | Контейнер                          | Марина, жена Вадима                           |
| 2022      | с   | Заступники                         | Маша Обухова                                  |
| 2022      | с   | С нуля                             | Наташа                                        |
| 2023      | с   | Балет                              | Анна Харитонова                               |
| 2025      | с   | Министерство Всего Хорошего        | Аодин                                         |

#### Режиссёр
- 2023 — СЛОН